# Campeonato Brasileiro de Futebol de 2013 - Série C
A Série C do Campeonato Brasileiro de Futebol de 2013 foi uma competição de futebol realizada no Brasil, equivalente à terceira divisão. Contando como a 23.ª edição da história, foi disputada por 21 clubes, onde os quatro mais bem colocados tiveram acesso à Série B de 2014 e os dois últimos colocados de cada grupo na primeira fase foram rebaixados à Série D de 2014. Os jogos tiveram uma pausa durante a Copa das Confederações de 2013, realizada entre junho e julho no Brasil, contando com duas rodadas disputadas antes da paralisação.
Após conciliação realizada no Superior Tribunal de Justiça, o Rio Branco foi reintegrado a competição após ser excluído em 2012 após determinação judicial requerida pelo Treze. Com o acréscimo de uma equipe, excepcionalmente um dos grupos contou com 11 equipes e o outro com 10. A CBF definiu que cinco equipes seriam rebaixadas para a Série D, sendo três equipes do grupo A e duas do grupo B.
O título foi disputado entre Santa Cruz e Sampaio Corrêa, duas equipes do nordeste do Brasil. Na primeira partida, em São Luís, empate sem gols. No jogo da volta, no Recife, o Santa Cruz venceu por 2–1 e conquistou pela primeira vez um título em uma divisão do Campeonato Brasileiro. Além das finalistas, Luverdense e Vila Nova obtiveram o acesso à Série B de 2014.
Dentre as equipes rebaixadas à Série D de 2014, o Rio Branco-AC foi o primeiro a ter o descenso confirmado com a derrota de 2–1 para o Brasiliense na Arena da Floresta, em 11 de setembro pela 13ª rodada. Duas rodadas depois, o Baraúnas também foi rebaixado com a derrota por 3–1 para o Santa Cruz, em Goianinha. Os últimos rebaixados foram definidos somente na última rodada: CRAC e Grêmio Barueri caíram em 12 de outubro; o primeiro após empatar fora de casa com o Guarani e o segundo, mesmo com a vitória na Arena Barueri contra o Madureira. Já o Brasiliense caiu no dia 13 de outubro, após ser derrotado em casa para o Cuiabá.
Com a exclusão do Betim em disputar a Série C de 2014, o CRAC acabou sendo mantido na terceira divisão no lugar do clube mineiro.

## Formato e regulamento
Assim como em 2012, inicialmente os clubes participantes foram divididos em dois grupos de 10 clubes cada, totalizando 18 partidas na fase de classificação. Com o acréscimo de uma equipe no grupo A, excepcionalmente as três piores equipes deste e as duas piores do grupo B caíram para a Série D de 2014. Os quatro melhores de cada grupo avançaram para a fase eliminatória, para as etapas de quartas de final, semifinal e final. Os semifinalistas conquistaram o acesso para disputar a Série B de 2014.

### Critérios de desempate
Em caso de empate em pontos entre dois ou mais clubes, os critérios de desempate seriam aplicados na seguinte ordem:
1. Número de vitórias
2. Saldo de gols
3. Gols marcados
4. Confronto direto
5. Número de cartões vermelhos
6. Número de cartões amarelos
7. Sorteio

## Transmissão
A TV Brasil transmitiu a competição, com no máximo dois jogos por rodada em rede nacional, além de permitir que as emissoras da Rede Pública de Televisão transmitissem outros jogos em âmbito local (dentre as emissoras, a TV Ceará, a TV Universitária e a TVE Alagoas).
A TV Diário (emissora afiliada à TV Verdes Mares no Ceará e paralela à Rede Globo) também adquiriu os direitos de transmissão com exclusividade somente para os jogos do Fortaleza quando não fosse transmitido para o Estado do Ceará (região local) em nenhuma outra emissora de TV aberta, no caso a TV Ceará (emissora afiliada à TV Brasil), sendo que a transmissão da TV Diário só poderia ocorrer aos finais de semana e ainda sem o mando de campo do clube cearense.
Além da TV Brasil e da TV Diário, o SporTV, canal de esportes por assinatura da Globosat, transmitiu dois jogos por rodada com exclusividade dentre as emissoras de TV por assinatura.[carece de fontes?]

## Participantes
| Equipe           | Cidade             | Estado | Em 2012       | Estádio                   | Capacidade | Títulos        | Participações |
| ---------------- | ------------------ | ------ | ------------- | ------------------------- | ---------- | -------------- | ------------- |
| Águia de Marabá  | Marabá             | PA     | 15º           | Zinho de Oliveira         | 5 000      | 0 (não possui) | 8             |
| Baraúnas         | Mossoró            | RN     | 3º (Série D)  | Nogueirão                 | 3 500      | 0 (não possui) | 6             |
| Betim[a]         | Betim              | MG     | 19° (Série B) | Arena do Calçado          | 10 000     | 0 (não possui) | 9             |
| Brasiliense      | Taguatinga         | DF     | 10º           | Boca do Jacaré            | 27 000     | 1 (2002)       | 5             |
| Caxias           | Caxias do Sul      | RS     | 9º            | Centenário                | 22 132     | 0 (não possui) | 14            |
| CRAC             | Catalão            | GO     | 2º (Série D)  | Genervino da Fonseca      | 7 500      | 0 (não possui) | 3             |
| CRB              | Maceió             | AL     | 17° (Série B) | Rei Pelé                  | 17 126     | 0 (não possui) | 5             |
| Cuiabá           | Cuiabá             | MT     | 16º           | Dutrinha[b]               | 4 500      | 0 (não possui) | 4             |
| Duque de Caxias  | Duque de Caxias    | RJ     | 8º            | Marrentão                 | 3 334      | 0 (não possui) | 3             |
| Fortaleza        | Fortaleza          | CE     | 5º            | Presidente Vargas (CE)    | 20 268     | 0 (não possui) | 10            |
| Grêmio Barueri   | Barueri            | SP     | 20° (Série B) | Arena Barueri             | 31 452     | 0 (não possui) | 2             |
| Guarani          | Campinas           | SP     | 18° (Série B) | Brinco de Ouro            | 29 130     | 0 (não possui) | 3             |
| Luverdense       | Lucas do Rio Verde | MT     | 6º            | Passo das Emas            | 4 000      | 0 (não possui) | 7             |
| Macaé            | Macaé              | RJ     | 7º            | Moacyrzão                 | 15 000     | 0 (não possui) | 6             |
| Madureira        | Rio de Janeiro     | RJ     | 12º           | Conselheiro Galvão        | 4 272      | 0 (não possui) | 11            |
| Mogi Mirim       | Mogi Mirim         | SP     | 4º (Série D)  | Vail Chaves               | 19 900     | 0 (não possui) | 7             |
| Rio Branco-AC[c] | Rio Branco         | AC     | –             | Arena da Floresta         | 13 700     | 0 (não possui) | 11            |
| Sampaio Corrêa   | São Luís           | MA     | 1º (Série D)  | Castelão                  | 40 000     | 1 (1997)       | 10            |
| Santa Cruz       | Recife             | PE     | 14º           | Arruda                    | 60 044     | 0 (não possui) | 3             |
| Treze            | Campina Grande     | PB     | 13º           | Presidente Vargas (PB)[d] | 13 000     | 0 (não possui) | 12            |
| Vila Nova        | Goiânia            | GO     | 11º           | Serra Dourada             | 42 000     | 1 (1996)       | 7             |

- a. ^  Em 6 de dezembro de 2012, o Ipatinga FC mudou sua sede de Ipatinga para Betim e alterou seu nome para "Betim Esporte Clube".[18]
- b. ^  O Estádio Verdão foi demolido para a construção da Arena Pantanal visando a Copa do Mundo FIFA 2014. O Cuiabá mandou seus jogos no Estádio Dutrinha.
- c. ^  O Rio Branco foi incluído na competição em 28 de maio após conciliação no Supremo Tribunal Federal entre o clube, o Treze e a CBF por conta da briga jurídica iniciada em 2012.[2]
- d. ^  O Estádio Amigão estava em reformas, com isso o Treze reformou o seu estádio próprio e mandou seus jogos no local.[17]

## Estádios

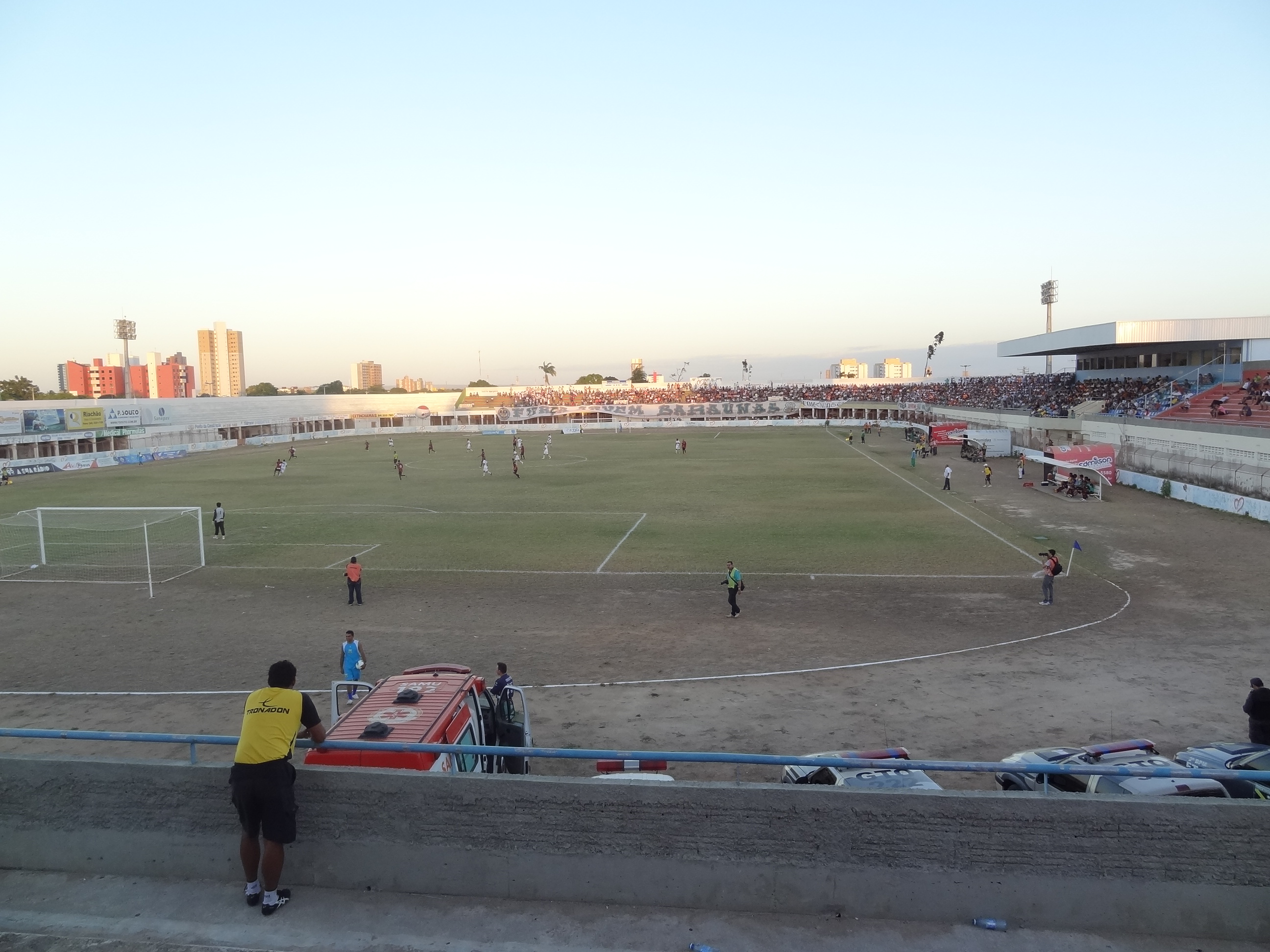
Nogueirão
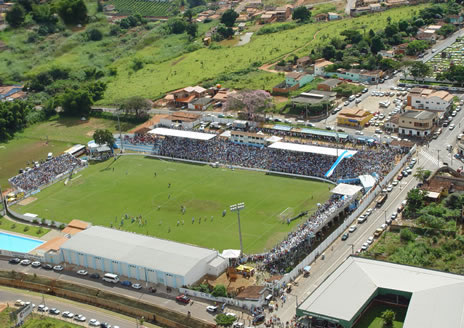
Genervino da Fonseca
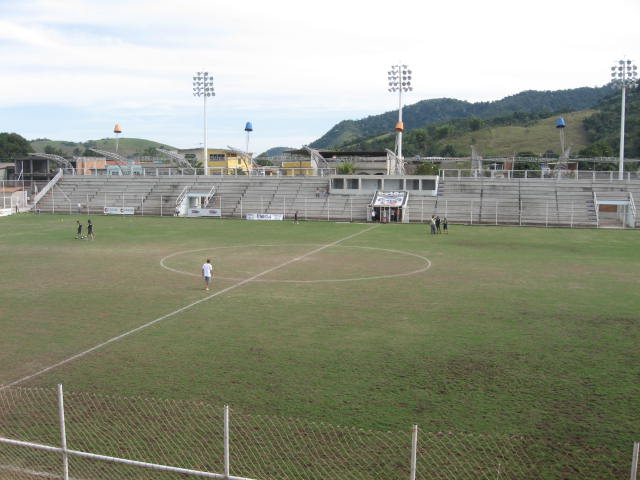
Marrentão
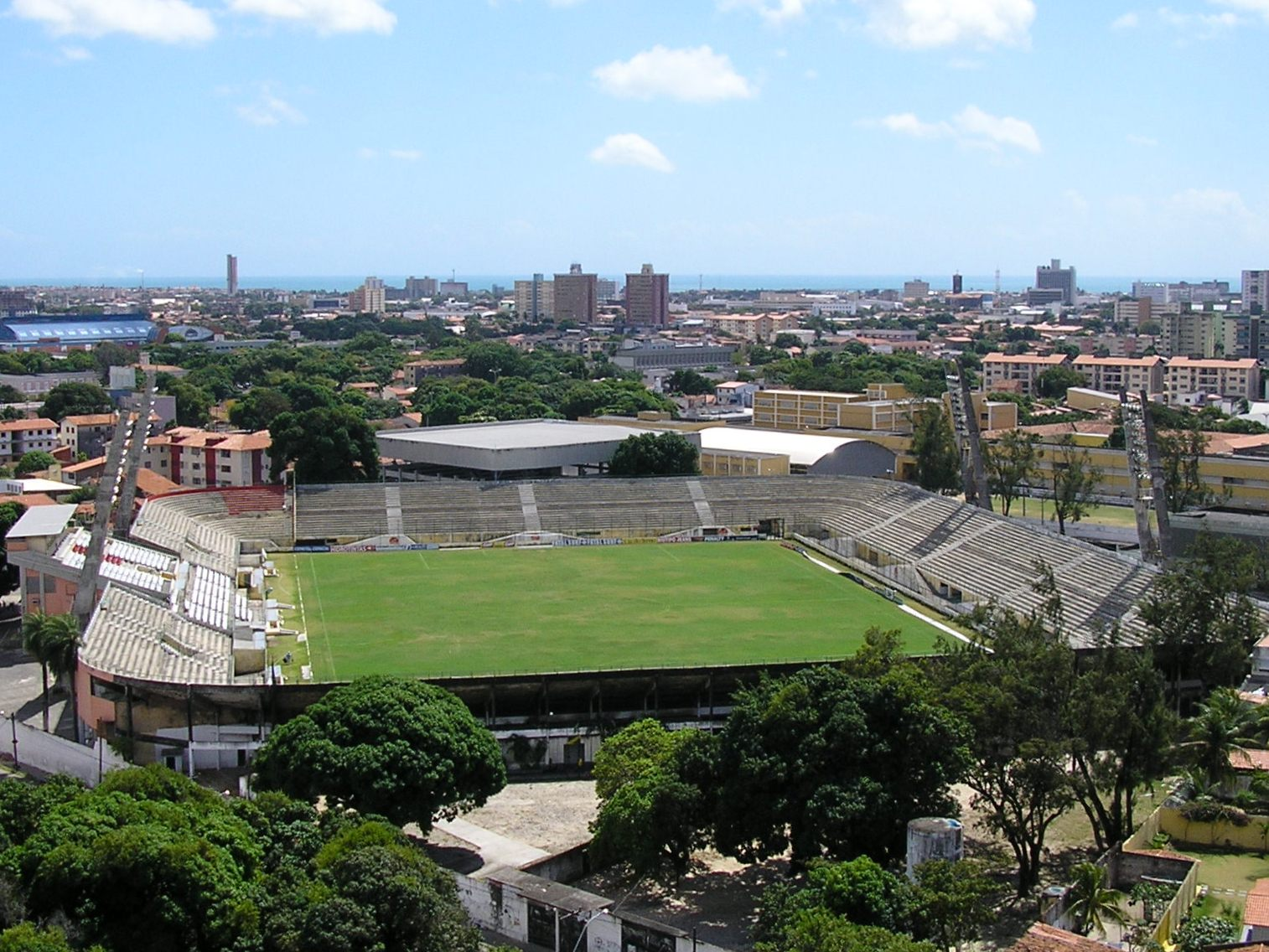
Presidente Vargas (Ceará)
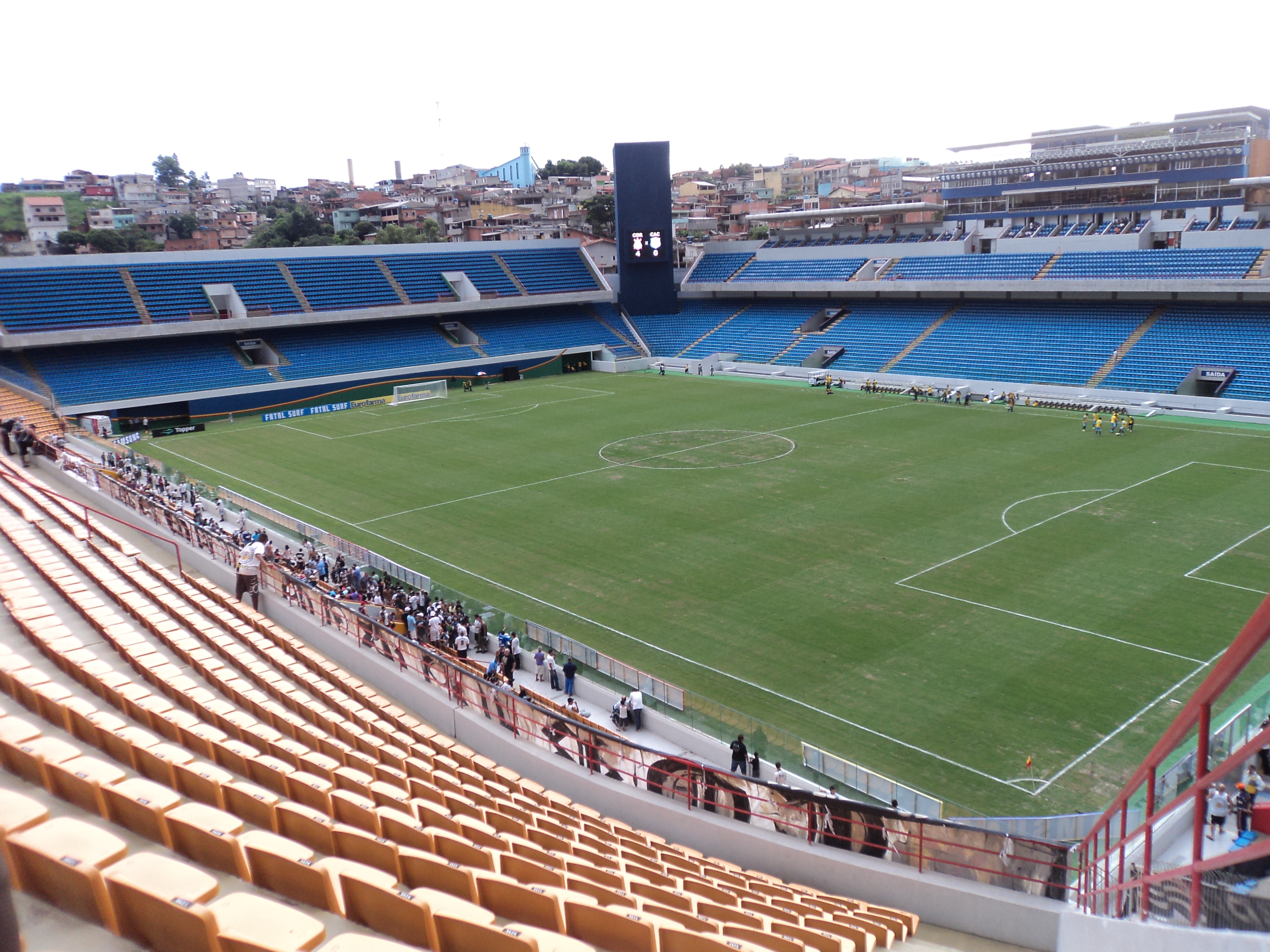
Arena Barueri
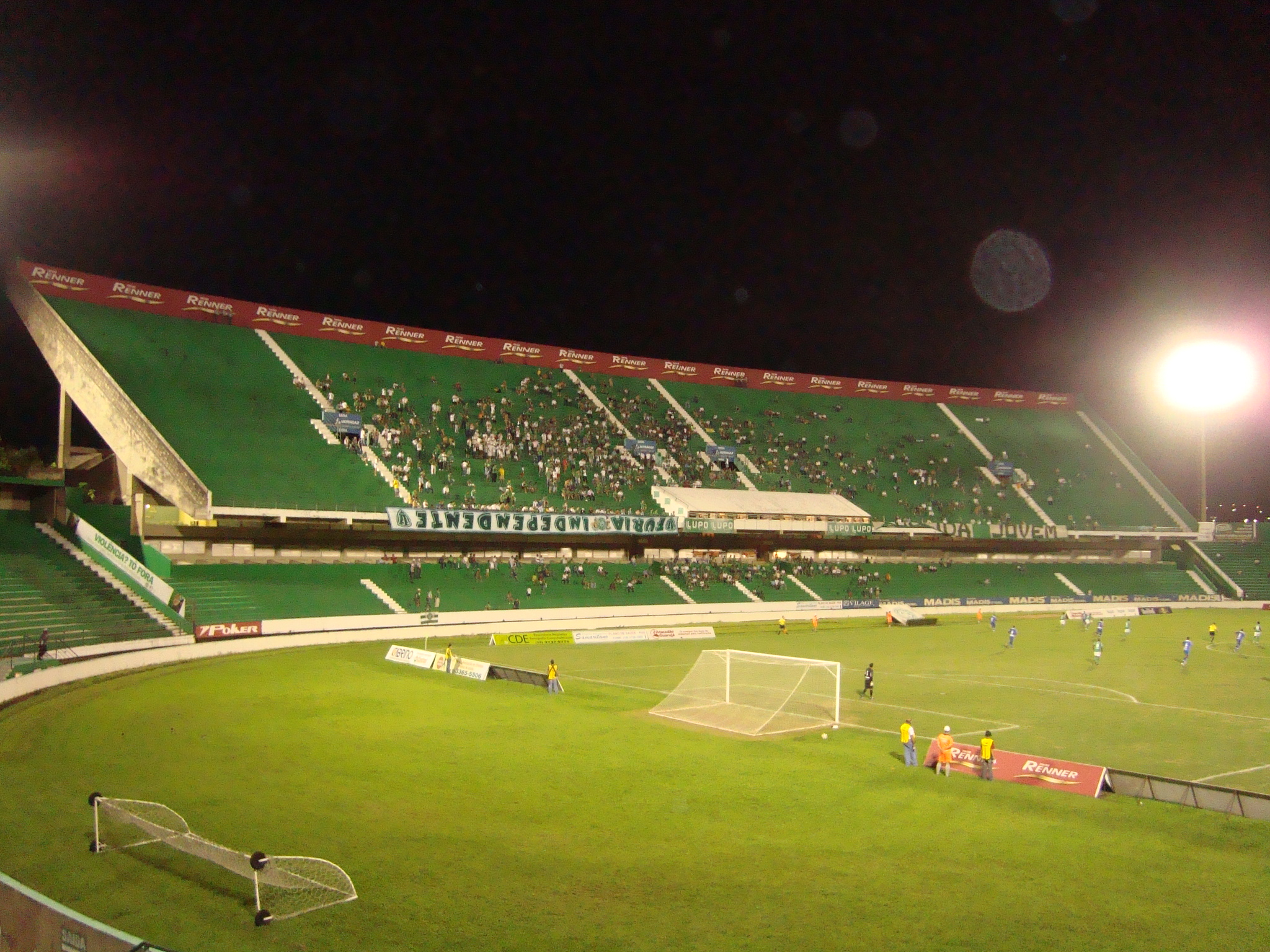
Brinco de Ouro
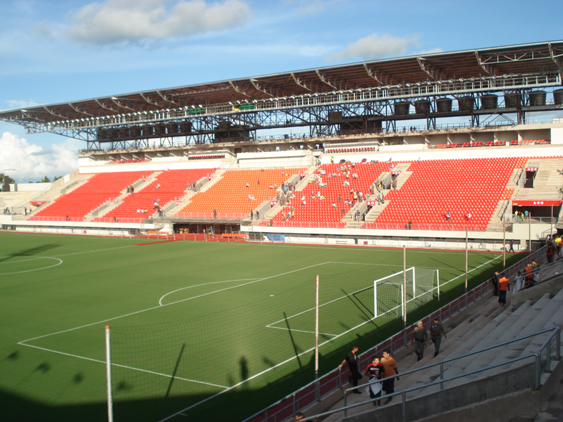
Arena da Floresta
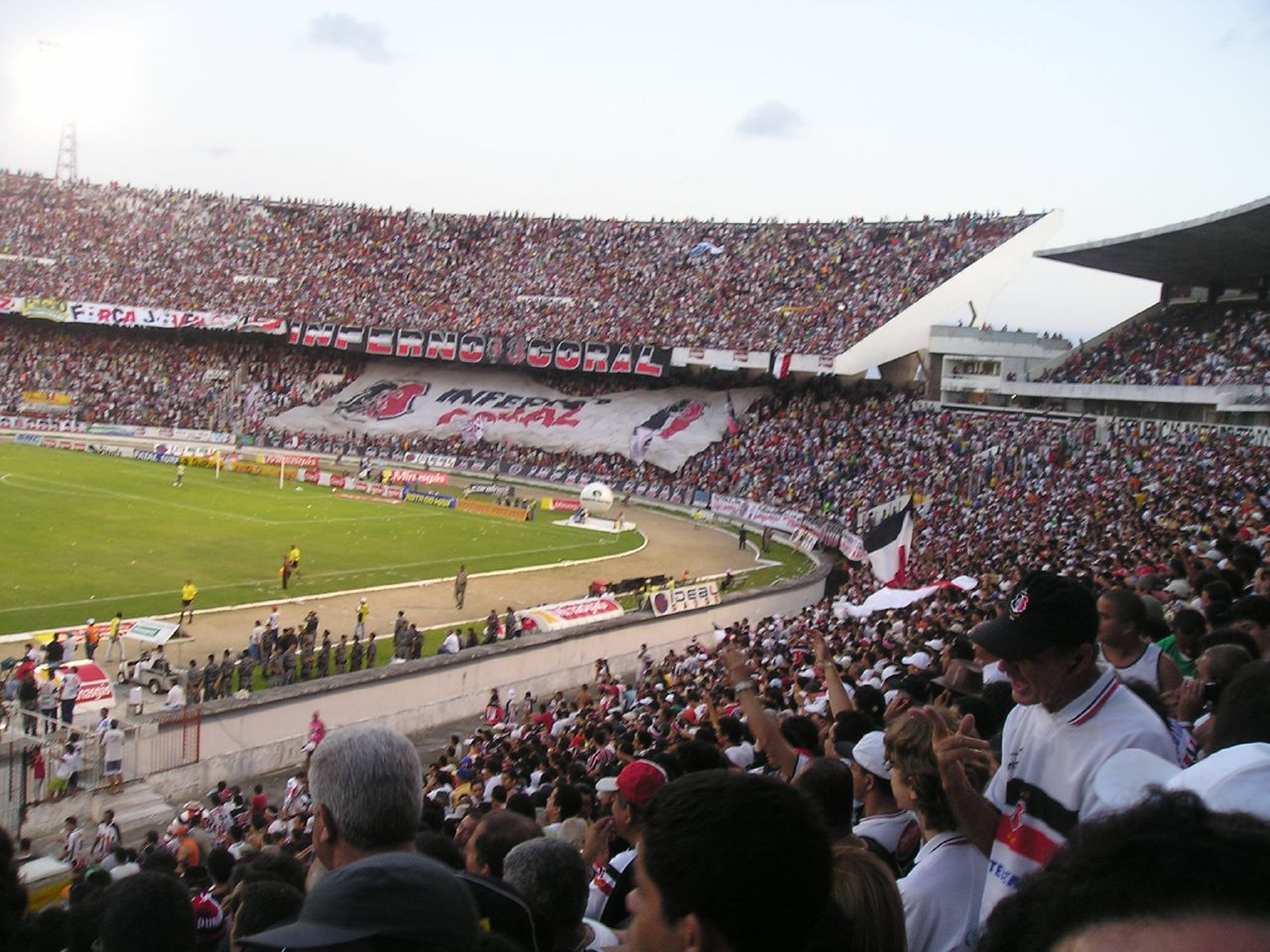
Arruda
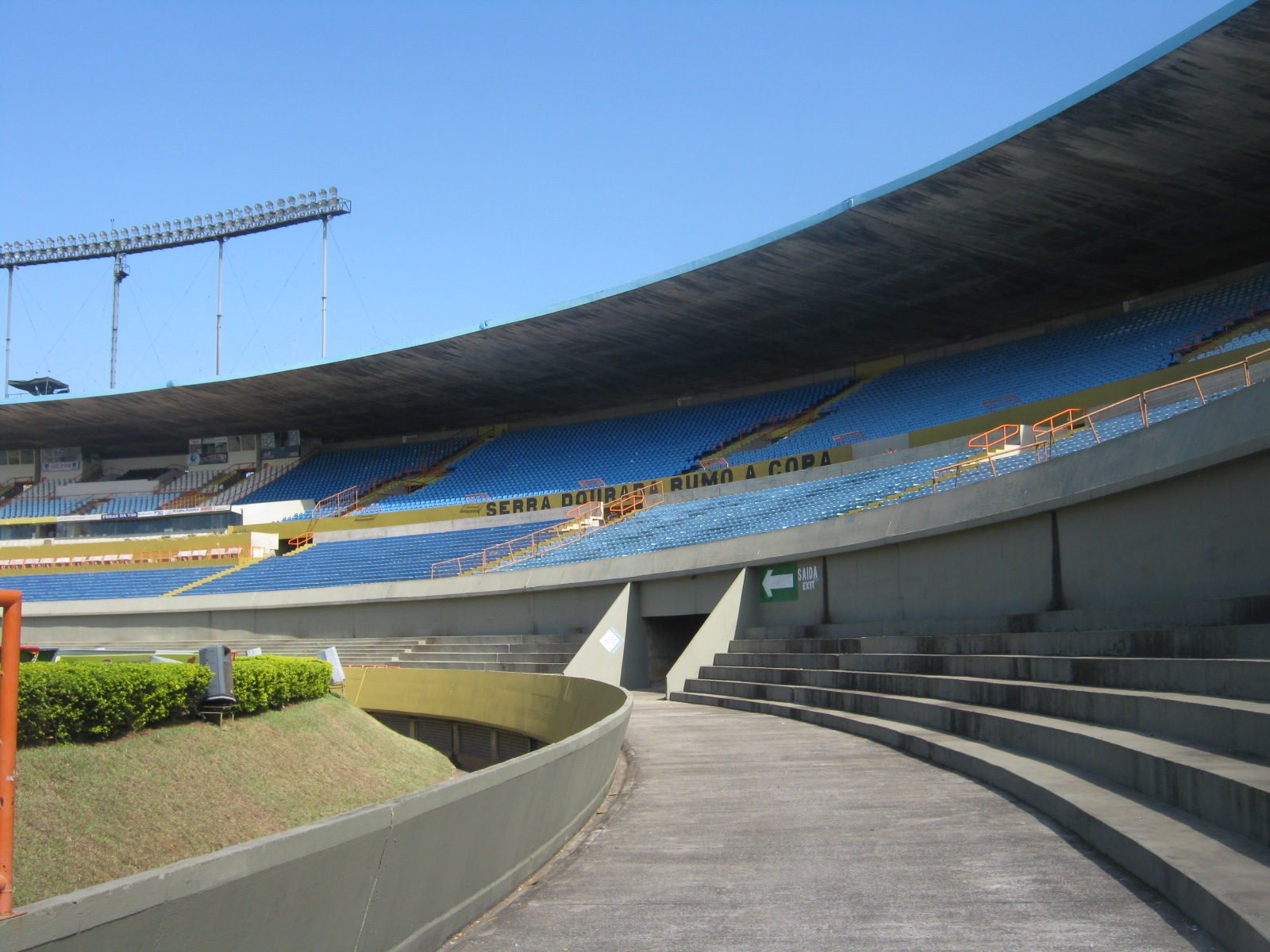
Serra Dourada

## Primeira fase

### Grupo A
| Pos | Times           | Pts | J  | V  | E | D  | GP | GC | SG  | Classificação ou rebaixamento |
| --- | --------------- | --- | -- | -- | - | -- | -- | -- | --- | ----------------------------- |
| 1   | Santa Cruz      | 34  | 20 | 10 | 4 | 6  | 31 | 19 | +12 | Classificados à próxima fase  |
| 2   | Luverdense      | 34  | 20 | 10 | 4 | 6  | 30 | 20 | +10 | Classificados à próxima fase  |
| 3   | Treze           | 33  | 20 | 10 | 3 | 7  | 27 | 33 | –6  | Classificados à próxima fase  |
| 4   | Sampaio Corrêa  | 33  | 20 | 9  | 6 | 5  | 34 | 19 | +15 | Classificados à próxima fase  |
| 5   | Fortaleza       | 32  | 20 | 9  | 5 | 6  | 38 | 23 | +15 |                               |
| 6   | CRB             | 32  | 20 | 9  | 5 | 6  | 24 | 17 | +7  |                               |
| 7   | Águia de Marabá | 31  | 20 | 9  | 4 | 7  | 30 | 27 | +3  |                               |
| 8   | Cuiabá          | 30  | 20 | 8  | 6 | 6  | 31 | 21 | +10 |                               |
| 9   | Brasiliense     | 30  | 20 | 8  | 6 | 6  | 20 | 21 | –1  | Rebaixados à Série D de 2014  |
| 10  | Baraúnas        | 13  | 20 | 4  | 1 | 15 | 17 | 44 | –27 | Rebaixados à Série D de 2014  |
| 11  | Rio Branco-AC   | 6   | 20 | 2  | 0 | 18 | 8  | 46 | –38 | Rebaixados à Série D de 2014  |

### Confrontos
|                 | AGM | BRN | BRS | CRB | CUI | FOR | LUV | RBA | SAM | STC | TRE |
| --------------- | --- | --- | --- | --- | --- | --- | --- | --- | --- | --- | --- |
| Águia de Marabá | —   | 3–1 | 2–1 | 1–0 | 0–0 | 1–1 | 4–0 | 1–0 | 0–2 | 1–1 | 5–2 |
| Baraúnas        | 0–3 | —   | 0–1 | 0–3 | 2–6 | 1–4 | 0–1 | 2–1 | 1–0 | 1–3 | 0–2 |
| Brasiliense     | 2–0 | 0–0 | —   | 0–0 | 1–2 | 1–0 | 0–1 | 1–0 | 2–1 | 0–0 | 2–2 |
| CRB             | 3–1 | 3–2 | 0–1 | —   | 1–1 | 2–0 | 2–0 | 2–0 | 1–0 | 2–1 | 0–1 |
| Cuiabá          | 3–0 | 3–1 | 1–2 | 1–1 | —   | 1–1 | 1–2 | 3–0 | 1–0 | 1–3 | 4–0 |
| Fortaleza       | 2–2 | 3–0 | 2–2 | 3–0 | 3–0 | —   | 2–1 | 6–0 | 2–2 | 2–0 | 3–2 |
| Luverdense      | 3–0 | 2–0 | 1–0 | 2–2 | 1–1 | 2–0 | —   | 4–0 | 2–2 | 3–1 | 4–0 |
| Rio Branco      | 1–2 | 1–3 | 1–2 | 1–0 | 0–2 | 0–2 | 1–0 | —   | 0–3 | 0–2 | 1–2 |
| Sampaio Corrêa  | 0–1 | 4–1 | 5–1 | 2–1 | 0–0 | 2–1 | 1–1 | 2–1 | —   | 3–0 | 4–2 |
| Santa Cruz      | 3–2 | 0–2 | 2–0 | 0–0 | 1–0 | 2–1 | 2–0 | 4–0 | 0–0 | —   | 6–0 |
| Treze           | 2–1 | 1–0 | 1–1 | 0–1 | 2–0 | 2–0 | 1–0 | 3–0 | 1–1 | 1–0 | —   |

     Vitória do mandante
     Vitória do visitante
     Empate

### Grupo B
| Pos | Times           | Pts | J  | V | E  | D | GP | GC | SG  | Classificação ou rebaixamento |
| --- | --------------- | --- | -- | - | -- | - | -- | -- | --- | ----------------------------- |
| 1   | Macaé           | 31  | 18 | 9 | 4  | 5 | 27 | 20 | +7  | Classificados à próxima fase  |
| 2   | Vila Nova       | 29  | 18 | 8 | 5  | 5 | 20 | 13 | +7  | Classificados à próxima fase  |
| 3   | Caxias          | 29  | 18 | 8 | 5  | 5 | 17 | 15 | +2  | Classificados à próxima fase  |
| 4   | Betim           | 28  | 18 | 7 | 7  | 4 | 21 | 17 | +4  | Classificados à próxima fase  |
| 5   | Mogi Mirim      | 27  | 18 | 8 | 3  | 7 | 23 | 18 | +5  |                               |
| 6   | Guarani         | 24  | 18 | 5 | 9  | 4 | 15 | 13 | +2  |                               |
| 7   | Duque de Caxias | 19  | 18 | 4 | 7  | 7 | 19 | 22 | –3  |                               |
| 8   | Madureira       | 19  | 18 | 3 | 10 | 5 | 17 | 17 | 0   |                               |
| 9   | CRAC1           | 17  | 18 | 4 | 5  | 9 | 12 | 20 | –8  |                               |
| 10  | Grêmio Barueri  | 17  | 18 | 4 | 5  | 9 | 20 | 36 | –16 | Rebaixado à Série D de 2014   |

1O CRAC originalmente foi rebaixado, mas se manteve na Série C em 2014 devido a exclusão do Betim da competição.

### Confrontos
|                 | BET | CAX | CRAC | DCA | GBR | GUA | MAC | MAD | MOG | VIL |
| --------------- | --- | --- | ---- | --- | --- | --- | --- | --- | --- | --- |
| Betim           | —   | 0–1 | 3–2  | 1–0 | 3–3 | 0–1 | 3–0 | 1–0 | 2–1 | 0–0 |
| Caxias          | 1–2 | —   | 3–0  | 0–0 | 1–1 | 0–0 | 2–1 | 0–0 | 1–0 | 2–1 |
| CRAC            | 0–0 | 0–1 | —    | 0–0 | 2–0 | 0–0 | 1–0 | 1–2 | 0–1 | 1–0 |
| Duque de Caxias | 3–2 | 1–0 | 1–1  | —   | 1–3 | 2–1 | 1–1 | 0–0 | 3–1 | 1–1 |
| Grêmio Barueri  | 1–1 | 0–2 | 1–0  | 3–2 | —   | 1–1 | 1–3 | 2–0 | 0–1 | 2–3 |
| Guarani         | 1–2 | 0–1 | 1–1  | 1–0 | 0–0 | —   | 4–4 | 0–0 | 1–0 | 2–0 |
| Macaé           | 0–0 | 2–0 | 2–1  | 1–0 | 4–0 | 0–1 | —   | 2–1 | 2–1 | 0–1 |
| Madureira       | 1–1 | 1–1 | 0–2  | 2–1 | 6–0 | 0–0 | 2–2 | —   | 0–0 | 1–3 |
| Mogi Mirim      | 2–0 | 2–1 | 4–0  | 3–2 | 3–1 | 1–1 | 1–2 | 1–1 | —   | 1–0 |
| Vila Nova       | 0–0 | 4–0 | 1–0  | 1–1 | 3–1 | 1–0 | 0–1 | 0–0 | 1–0 | —   |

     Vitória do mandante
     Vitória do visitante
     Empate

### Desempenho por rodada
Clubes que lideraram o campeonato ao final de cada rodada:
|         | 1   | 2   | 3   | 4   | 5   | 6   | 7   | 8   | 9   | 10  | 11  | 12  | 13  | 14  | 15  | 16  | 17  | 18  |
| Grupo A | SAM | FOR | FOR | SAM | SAM | SAM | SAM | SAM | SAM | FOR | FOR | LUV | FOR | FOR | TRE | STC | STC | STC |
| Grupo B | VIL | CAX | CAX | CAX | CAX | CAX | GUA | GUA | GUA | GUA | GUA | VIL | GUA | CAX | MOG | MAC | MAC | MAC |

Clubes que ficaram na última posição do campeonato ao final de cada rodada:
|         | 1   | 2    | 3    | 4    | 5    | 6    | 7    | 8    | 9    | 10   | 11  | 12  | 13  | 14  | 15  | 16  | 17  | 18  |
| Grupo A | TRE | RBA  | RBA  | RBA  | RBA  | RBA  | RBA  | RBA  | RBA  | RBA  | RBA | RBA | RBA | RBA | RBA | RBA | RBA | RBA |
| Grupo B | GBR | CRAC | CRAC | CRAC | CRAC | CRAC | CRAC | CRAC | CRAC | CRAC | GBR | GBR | GBR | GBR | GBR | GBR | GBR | GBR |

## Fase final
Em itálico, os times que possuem o mando de campo no primeiro jogo do confronto e em negrito os times classificados.
|  | Quartas-de-final              | Quartas-de-final              | Quartas-de-final              | Quartas-de-final              |   |            | Semifinais         | Semifinais         | Semifinais         | Semifinais         |  |                | Final                          | Final                          | Final                          | Final                          |  |  |
|  | 19 de outubro a 3 de novembro | 19 de outubro a 3 de novembro | 19 de outubro a 3 de novembro | 19 de outubro a 3 de novembro |   |            | 2 a 17 de novembro | 2 a 17 de novembro | 2 a 17 de novembro | 2 a 17 de novembro |  |                | 24 de novembro e 1 de dezembro | 24 de novembro e 1 de dezembro | 24 de novembro e 1 de dezembro | 24 de novembro e 1 de dezembro |  |  |
|  |                               |                               |                               |                               |   |            |                    |                    |                    |                    |  |                |                                |                                |                                |                                |  |  |
|  | Treze                         | 1                             | 0                             | 1                             |   |            |                    |                    |                    |                    |  |                |                                |                                |                                |                                |  |  |
|  | Vila Nova*                    | 0                             | 2                             | 2                             |   |            |                    |                    |                    |                    |  |                |                                |                                |                                |                                |  |  |
|  | Vila Nova*                    | 0                             | 2                             | 2                             |   | Vila Nova  | 0                  | 1                  | 1                  |                    |  |                |                                |                                |                                |                                |  |  |
|  |                               |                               |                               |                               |   | Vila Nova  | 0                  | 1                  | 1                  |                    |  |                |                                |                                |                                |                                |  |  |
|  |                               | Sampaio Corrêa                | 0                             | 2                             | 2 |            |                    |                    |                    |                    |  |                |                                |                                |                                |                                |  |  |
|  | Sampaio Corrêa*               | Sampaio Corrêa                | 0                             | 2                             | 2 | 5          | 1                  | 6                  |                    |                    |  |                |                                |                                |                                |                                |  |  |
|  | Sampaio Corrêa*               |                               |                               |                               |   | 5          | 1                  | 6                  |                    |                    |  |                |                                |                                |                                |                                |  |  |
|  | Macaé                         | 3                             | 1                             | 4                             |   |            |                    |                    |                    |                    |  |                |                                |                                |                                |                                |  |  |
|  | Macaé                         | 3                             | 1                             | 4                             |   |            |                    |                    |                    |                    |  | Sampaio Corrêa | 0                              | 1                              | 1                              |                                |  |  |
|  |                               |                               |                               |                               |   |            |                    |                    |                    |                    |  | Sampaio Corrêa | 0                              | 1                              | 1                              |                                |  |  |
|  |                               | Santa Cruz                    | 0                             | 2                             | 2 |            |                    |                    |                    |                    |  |                |                                |                                |                                |                                |  |  |
|  | Caxias                        | Santa Cruz                    | 0                             | 2                             | 2 | 1          | 0                  | 1                  |                    |                    |  |                |                                |                                |                                |                                |  |  |
|  | Caxias                        |                               |                               |                               |   | 1          | 0                  | 1                  |                    |                    |  |                |                                |                                |                                |                                |  |  |
|  | Luverdense*                   | 2                             | 2                             | 4                             |   |            |                    |                    |                    |                    |  |                |                                |                                |                                |                                |  |  |
|  | Luverdense*                   | 2                             | 2                             | 4                             |   | Luverdense | 0                  | 1                  | 1                  |                    |  |                |                                |                                |                                |                                |  |  |
|  |                               |                               |                               |                               |   | Luverdense | 0                  | 1                  | 1                  |                    |  |                |                                |                                |                                |                                |  |  |
|  |                               | Santa Cruz                    | 2                             | 2                             | 4 |            |                    |                    |                    |                    |  |                |                                |                                |                                |                                |  |  |
|  | Betim                         | Santa Cruz                    | 2                             | 2                             | 4 | 0          | 1                  | 1                  |                    |                    |  |                |                                |                                |                                |                                |  |  |
|  | Betim                         |                               |                               |                               |   | 0          | 1                  | 1                  |                    |                    |  |                |                                |                                |                                |                                |  |  |
|  | Santa Cruz*                   | 1                             | 2                             | 3                             |   |            |                    |                    |                    |                    |  |                |                                |                                |                                |                                |  |  |

*Classificados à Série B de 2014.

## Premiação
| Campeonato Brasileiro 2013 Série C           |
| Pernambuco                                   |
| -------------------------------------------- |
| Santa Cruz Futebol Clube Campeão (1º título) |

## Questões judiciais
Além da reinclusão do Rio Branco-AC na competição após conciliação entre a CBF e o Treze, realizada no Superior Tribunal de Justiça, a edição de 2013 da Série C foi marcada por outras polêmicas judiciais.

### Caso Duque de Caxias
O Duque de Caxias foi alvo do Superior Tribunal de Justiça Desportiva no início de agosto, quando foi ameaçado de perder seis pontos em decorrência da suposta escalação irregular do meia Rafael de Sá Rodrigues em duas partidas. Segundo a denúncia, Rafinha tinha contrato válido com o clube até o dia 23 de abril e não teve seu nome informado no Boletim Informativo Diário antes dos jogos contra Macaé e Madureira, na 3ª e na 4ª rodada.
Em julgamento realizado no dia 16 de agosto de 2013, a equipe fluminense foi absolvida com quatro votos a favor e apenas um contra. Em sua defesa, o Tricolor da Baixada provou que Rafinha renovou o contrato com o clube em 2011 por mais cinco anos. Essa renovação constava no Boletim Informativo de Registro de Atletas da Federação de Futebol do Rio de Janeiro, mas não havia entrado no Boletim Informativo Diário por conta de um erro da CBF.
Entretanto, no dia 4 de setembro de 2013, o Duque de Caxias foi mais uma vez punido pelo STJD, dessa vez por conta da escalação de Rafinha na 5ª e na 6ª rodada, contra Betim e Guarani. Foram retirados da equipe três pontos por cada partida em que a irregularidade foi cometida, além de mais três pontos obtidos pela vitória em uma dessas partidas (3 a 2 contra o Betim), totalizando nove pontos. No dia seguinte, a diretoria do Duque de Caxias publicou uma nota oficial informando que o clube iria recorrer da decisão.
No dia 19 de setembro, o Duque de Caxias foi enfim absolvido após julgamento no Pleno do STJD. Por unanimidade, o júri entendeu que a equipe fluminense não agiu de má fé e foi induzida ao erro pela CBF. A entidade enviou um ofício ao Tribunal admitindo que houve uma falha no sistema do BID ao aceitar uma segunda prorrogação de contrato com alteração salarial, o que na realidade não é permitido. Ao perceber o erro, a CBF tirou Rafinha do BID acumulado, mas não do eletrônico, e nem sequer comunicou ao clube. Dessa forma, o Duque de Caxias manteve os pontos obtidos dentro de campo.

### Caso Betim
Primeiramente, o Betim foi punido com a perda de seis pontos pelo Comitê Disciplinar da FIFA, sob o aval do Tribunal Arbitral do Esporte. Tal decisão ocorreu por conta de uma dívida com o Nacional da Ilha da Madeira, de Portugal, referente à contratação do lateral-direito Luizinho, no ano de 2006, quando a equipe ainda se chamava Ipatinga Futebol Clube.
O clube de Minas Gerais não aceitou a perda dos pontos e acionou a Justiça Comum antes de esgotadas todas as instâncias da Justiça Desportiva, descumprindo uma decisão internacional. Assim, no dia 9 de setembro de 2013, o Betim foi excluído do Campeonato Brasileiro da Série C após decisão unânime do Superior Tribunal de Justiça Desportiva.
A defesa do clube alegou que o Betim só acionou a Justiça Comum por entender que a FIFA é a entidade máxima do futebol mundial e, portanto, não caberia outra instância na Justiça Desportiva. Todas as partidas do clube a partir da 14ª rodada foram suspensas pelo STJD a pedido da CBF até que o caso fosse resolvido. Em 19 de setembro, o pleno do STJD cassou a decisão que excluía o clube da competição, mas não examinou a perda de pontos por entender que essa não foi uma decisão do tribunal, mas sim da FIFA.
Em 17 de outubro, a CBF acatou a decisão oficial da FIFA e deduziu seis pontos do Betim na tabela de classificação. Desse modo, o clube mineiro foi eliminado da fase final, dando lugar ao Mogi Mirim, que havia terminado em quinto lugar. Porém o Betim obteve uma liminar pouco antes da partida de ida entre Mogi Mirim e Santa Cruz pelas quartas de final, recuperando os pontos perdidos. Sem conseguir derrubar a liminar na Justiça Comum, a CBF confirmou o Betim nas quartas de final em 23 de outubro.
Por ter entrado na Justiça Comum antes de encerradas todas as instâncias desportivas, o STJD excluiu o Betim (que retornou à sua cidade de origem, Ipatinga) da Série C em 17 de março de 2014 e rebaixou o clube para a Série D. Com isso o CRAC se manteve na Série C por ter sido a equipe de melhor classificação dentre as duas que foram rebaixadas que compunham o grupo do Betim.

## Artilharia
| Gols | Jogador          | Time            |
| ---- | ---------------- | --------------- |
| 12   | Assisinho        | Fortaleza       |
| 10   | Fernando         | Cuiabá          |
| 10   | Tiago Cavalcanti | Sampaio Corrêa  |
| 9    | Danilo Galvão    | Águia de Marabá |
| 9    | Denilson         | CRB             |
| 8    | André Dias       | Santa Cruz      |
| 8    | Bruno Veiga      | Duque de Caxias |
| 8    | Carlos Frontini  | Vila Nova       |
| 8    | Tozin            | Luverdense      |

## Maiores públicos
Esses foram os dez maiores públicos do Campeonato:
| Nº | Público[i] | Mandante       | Placar | Visitante       | Estádio        | Data           | Rodada    | Ref.   |
| -- | ---------- | -------------- | ------ | --------------- | -------------- | -------------- | --------- | ------ |
| 1  | 57 273     | Santa Cruz     | 2–1    | Betim           | Arruda         | 3 de novembro  | Quartas   | [ 33 ] |
| 2  | 56 143     | Fortaleza      | 2–2    | Sampaio Corrêa  | Arena Castelão | 13 de outubro  | 18ª       | [ 34 ] |
| 3  | 39 622     | Sampaio Corrêa | 5–3    | Macaé           | Castelão       | 19 de outubro  | Quartas   | [ 35 ] |
| 4  | 37 016     | Santa Cruz     | 2–0    | Brasiliense     | Arruda         | 6 de outubro   | 17ª       | [ 36 ] |
| 5  | 36 776     | Santa Cruz     | 0–0    | Sampaio Corrêa  | Arruda         | 29 de setembro | 16ª       | [ 37 ] |
| 6  | 31 210     | Santa Cruz     | 2–1    | Sampaio Corrêa  | Arruda         | 1 de dezembro  | Final     | [ 38 ] |
| 7  | 29 504     | Sampaio Corrêa | 2–1    | Vila Nova       | Castelão       | 9 de novembro  | Semifinal | [ 39 ] |
| 8  | 28 091     | Santa Cruz     | 3–2    | Águia de Marabá | Arruda         | 15 de setembro | 14ª       | [ 40 ] |
| 9  | 27 680     | Santa Cruz     | 2–1    | Luverdense      | Arruda         | 17 de novembro | Semifinal | [ 41 ] |
| 10 | 26 223     | Sampaio Corrêa | 2–1    | Rio Branco-AC   | Castelão       | 9 de outubro   | 17ª       | [ 42 ] |

- i. ^ Considera-se apenas o público pagante

## Menores públicos
Esses foram os dez menores públicos do Campeonato:
| Nº | Público[i] | Mandante        | Placar | Visitante   | Estádio           | Data           | Rodada |
| -- | ---------- | --------------- | ------ | ----------- | ----------------- | -------------- | ------ |
| 1  | 55         | Rio Branco-AC   | 1–0    | Luverdense  | Arena da Floresta | 18 de setembro | 14ª    |
| 2  | 58         | Baraúnas        | 2–6    | Cuiabá      | Marizão           | 21 de julho    | 5ª     |
| 3  | 65         | Rio Branco-AC   | 1–2    | Brasiliense | Arena da Floresta | 11 de setembro | 13ª    |
| 4  | 66         | Rio Branco-AC   | 1–2    | Treze       | Arena da Floresta | 28 de agosto   | 11ª    |
| 5  | 93         | Duque de Caxias | 3–1    | Mogi Mirim  | Marrentão         | 17 de agosto   | 10ª    |
| 6  | 95         | Duque de Caxias | 1–1    | CRAC        | Marrentão         | 7 de agosto    | 8ª     |
| 7  | 112        | Baraúnas        | 0–1    | Luverdense  | Nogueirão         | 6 de outubro   | 17ª    |
| 8  | 129        | Betim           | 0–0    | Vila Nova   | Arena do Calçado  | 25 de setembro | 15ª    |
| 9  | 134        | Betim           | 1–0    | Madureira   | Arena do Calçado  | 7 de agosto    | 8ª     |
| 10 | 152        | Rio Branco-AC   | 0–2    | Santa Cruz  | Arena da Floresta | 3 de outubro   | 16ª    |

- i. ^ Considera-se apenas o público pagante

## Médias de público
Essas foram as médias de público dos clubes no campeonato. Considera-se apenas os jogos da equipe como mandante e o público pagante:
| 1. Santa Cruz – 26.578 2. Sampaio Corrêa – 20.894 3. Fortaleza – 13.385 4. Vila Nova - 11.315 5. CRB – 6.333 6. Treze – 4.151 7. CRAC – 4.039 8. Guarani – 3.248 9. Caxias – 2.702 10. Brasiliense – 1.528 11. Macaé – 1.504 | 1. Luverdense – 1.466 2. Águia de Marabá – 973 3. Grêmio Barueri – 939 4. Mogi Mirim – 922 5. Rio Branco-AC – 686 6. Baraúnas – 608 7. Cuiabá – 429 8. Madureira – 279 9. Duque de Caxias – 275 10. Betim – 209 |

## Mudança de técnicos
| Clube           | Antecessor         | Motivo               | Data           | Última partida                | Rod | Pos         | Sucessor                | Ref.          |
| --------------- | ------------------ | -------------------- | -------------- | ----------------------------- | --- | ----------- | ----------------------- | ------------- |
| CRB             | Ivanildo Santos    | Substituído          | 4 de junho     | Águia de Marabá 1–0 CRB       | 1ª  | 6° (Gr. A)  | Márcio Goiano           | [ 44 ] [ 45 ] |
| Brasiliense     | Márcio Fernandes   | Demitido             | 9 de junho     | Brasiliense 0–0 Baraúnas      | 2ª  | 9° (Gr. A)  | Roberto Fonseca         | [ 46 ] [ 47 ] |
| Betim           | Wallace Lemos      | Demitido             | 12 de junho    | Betim 0–1 Caxias              | 2ª  | 8° (Gr. B)  | Moacir Júnior           | [ 48 ]        |
| CRAC            | Hemerson Maria     | Contratado pelo Avaí | 13 de junho    | Grêmio Barueri 1–0 CRAC       | 2ª  | 9° (Gr. A)  | Marcelo Rocha           | [ 49 ] [ 50 ] |
| Rio Branco-AC   | Álvaro Miguéis     | Remanejado           | 14 de junho    | Rio Branco-AC 0–2 Fortaleza   | 1ª  | 11° (Gr. A) | Everton Goiano          | [ 51 ] [ 52 ] |
| Luverdense      | Roberval Davino    | Demitido             | 29 de junho    | Luverdense 1–1 Cuiabá         | 2ª  | 7° (Gr. A)  | Júnior Rocha            | [ 53 ] [ 54 ] |
| Vila Nova       | Márcio Bittencourt | Demitido             | 10 de julho    | Mogi Mirim 1–0 Vila Nova      | 3ª  | 5° (Gr. B)  | Hermógenes Neto         | [ 55 ] [ 56 ] |
| CRB             | Márcio Goiano      | Demitido             | 26 de julho    | Rio Branco-AC 1–0 CRB         | 6ª  | 8° (Gr. A)  | Roberval Davino         | [ 57 ]        |
| CRAC            | Marcelo Rocha      | Demitido             | 26 de julho    | CRAC 0–2 Santos[a1]           | 5ª  | 10° (Gr. B) | Mauro Ovelha            | [ 58 ] [ 59 ] |
| Grêmio Barueri  | Toninho Moura      | Demitido             | 28 de julho    | Grêmio Barueri 1–3 Macaé      | 6ª  | 8° (Gr. B)  | Serginho                | [ 60 ] [ 61 ] |
| Duque de Caxias | Mário Marques      | Demitido             | 30 de julho    | Guarani 1–0 Duque de Caxias   | 6ª  | 9° (Gr. B)  | Eduardo Allax           | [ 62 ]        |
| Fortaleza       | Hélio dos Anjos    | Demitido             | 4 de agosto    | Luverdense 2–0 Fortaleza      | 7ª  | 5° (Gr. A)  | Luís Carlos Martins     | [ 63 ] [ 64 ] |
| Treze           | Vica               | Demitido             | 5 de agosto    | Treze 1–1 Brasiliense         | 7ª  | 10° (Gr. A) | Luciano Silva           | [ 65 ] [ 66 ] |
| Grêmio Barueri  | Serginho           | Demitido             | 12 de agosto   | Madureira 6–0 Grêmio Barueri  | 9ª  | 8° (Gr. B)  | Francisco Diá           | [ 67 ]        |
| Vila Nova       | Hermógenes Neto    | Demitido             | 13 de agosto   | Vila Nova 0–1 Macaé           | 9ª  | 5° (Gr. A)  | Heriberto da Cunha      | [ 68 ]        |
| Baraúnas        | Samuel Cândido     | Resignado            | 13 de agosto   | Baraúnas 0–3 CRB              | 9ª  | 10° (Gr. A) | Paulo Renato (interino) | [ 69 ]        |
| Rio Branco-AC   | Everton Goiano     | Resignado            | 18 de agosto   | Treze 3–0 Rio Branco-AC       | 9ª  | 11° (Gr. A) | Artur Oliveira          | [ 70 ] [ 71 ] |
| Cuiabá          | Ary Marques        | Demitido             | 20 de agosto   | Treze 2–0 Cuiabá              | 10ª | 6° (Gr. A)  | Mazola Júnior           | [ 72 ] [ 73 ] |
| Santa Cruz      | Sandro Barbosa     | Resignado            | 20 de agosto   | Luverdense 3–1 Santa Cruz     | 10ª | 7° (Gr. A)  | Vica                    | [ 74 ] [ 75 ] |
| Rio Branco-AC   | Artur Oliveira     | Demitido             | 13 de setembro | Rio Branco-AC 1–2 Brasiliense | 13ª | 11° (Gr. A) | Edmilson Correia        | [ 76 ]        |
| Grêmio Barueri  | Francisco Diá      | Demitido             | 15 de setembro | Grêmio Barueri 0–1 Mogi Mirim | 14ª | 10° (Gr. B) | Evandro Guimarães       | [ 77 ] [ 78 ] |
| Duque de Caxias | Eduardo Allax      | Demitido             | 3 de outubro   | Betim 1–0 Duque de Caxias     | 14ª | 9° (Gr. B)  | Mário Júnior            | [ 79 ]        |
| Madureira       | Alexandre Gama     | Demitido             | 5 de outubro   | Madureira 1–1 Betim           | 17ª | 7° (Gr. B)  | Luiz Cláudio Souza      | [ 80 ] [ 81 ] |
| Brasiliense     | Roberto Fonseca    | Demitido             | 8 de outubro   | Santa Cruz 2–0 Brasiliense    | 17ª | 6° (Gr. A)  | Reinaldo Gueldini       | [ 82 ] [ 83 ] |

Notas
- A1 ^  Partida válida pela Copa do Brasil.

## Classificação geral
| Pos | Equipes         | Pts | J  | V  | E  | D  | GP | GC | SG  | Classificação ou rebaixamento                                 |
| --- | --------------- | --- | -- | -- | -- | -- | -- | -- | --- | ------------------------------------------------------------- |
| 1   | Santa Cruz      | 50  | 26 | 15 | 5  | 6  | 40 | 22 | +18 | Promovidos à Série B em 2014 e finalistas                     |
| 2   | Sampaio Corrêa  | 42  | 26 | 11 | 9  | 6  | 43 | 26 | +15 | Promovidos à Série B em 2014 e finalistas                     |
| 3   | Luverdense      | 40  | 24 | 12 | 4  | 8  | 35 | 25 | +10 | Promovidos à Série B em 2014 e eliminados nas semifinais      |
| 4   | Vila Nova       | 33  | 22 | 9  | 6  | 7  | 23 | 16 | +7  | Promovidos à Série B em 2014 e eliminados nas semifinais      |
| 5   | Treze           | 36  | 22 | 11 | 3  | 8  | 28 | 35 | –7  | Eliminados nas quartas de final                               |
| 6   | Macaé           | 32  | 20 | 9  | 5  | 6  | 31 | 26 | +5  | Eliminados nas quartas de final                               |
| 7   | Caxias          | 29  | 20 | 8  | 5  | 7  | 18 | 19 | –1  | Eliminados nas quartas de final                               |
| 8   | Betim           | 28  | 20 | 7  | 7  | 6  | 22 | 20 | +2  | Eliminado nas quartas de final e rebaixado à Série D de 20141 |
| 9   | Fortaleza       | 32  | 20 | 9  | 5  | 6  | 38 | 23 | +15 | Eliminados na primeira fase                                   |
| 10  | CRB             | 32  | 20 | 9  | 5  | 6  | 24 | 17 | +7  | Eliminados na primeira fase                                   |
| 11  | Águia de Marabá | 31  | 20 | 9  | 4  | 7  | 30 | 27 | +3  | Eliminados na primeira fase                                   |
| 12  | Cuiabá          | 30  | 20 | 8  | 6  | 6  | 31 | 21 | +10 | Eliminados na primeira fase                                   |
| 13  | Mogi Mirim      | 27  | 18 | 8  | 3  | 7  | 23 | 18 | +5  | Eliminados na primeira fase                                   |
| 14  | Guarani         | 24  | 18 | 5  | 9  | 4  | 15 | 13 | +2  | Eliminados na primeira fase                                   |
| 15  | Duque de Caxias | 19  | 18 | 4  | 7  | 7  | 19 | 22 | –3  | Eliminados na primeira fase                                   |
| 16  | Madureira       | 19  | 18 | 3  | 10 | 5  | 17 | 17 | 0   | Eliminados na primeira fase                                   |
| 17  | CRAC            | 17  | 18 | 4  | 5  | 9  | 12 | 20 | –8  | Eliminados na primeira fase                                   |
| 18  | Brasiliense     | 30  | 20 | 8  | 6  | 6  | 20 | 22 | +2  | Rebaixados à Série D de 2014                                  |
| 19  | Grêmio Barueri  | 17  | 18 | 4  | 5  | 9  | 20 | 36 | –16 | Rebaixados à Série D de 2014                                  |
| 20  | Baraúnas        | 13  | 20 | 4  | 1  | 15 | 17 | 44 | –27 | Rebaixados à Série D de 2014                                  |
| 21  | Rio Branco-AC   | 6   | 20 | 2  | 0  | 18 | 8  | 46 | –38 | Rebaixados à Série D de 2014                                  |

1O Betim foi excluído da competição pelo Superior Tribunal de Justiça Desportiva.